# Saiha
Saiha es un pueblo situado en el distrito de Saiha,  en el estado de Mizoram (India). Su población es de 25110 habitantes (2011). Se encuentra a 378 km de Aizawl, la capital del estado.

## Demografía
Según el censo de 2011 la población de Saiha era de 25110 habitantes, de los cuales 12741 eran hombres y 12369 eran mujeres. Saiha tiene una tasa media de alfabetización del 95,10%, superior a la media estatal del 91,33%: la alfabetización masculina es del 96,09%, y la alfabetización femenina del 94,09%.